# Gurro
Gurro (Gür in lombardo) è un comune italiano di 163 abitanti della provincia del Verbano-Cusio-Ossola in Piemonte.
Si trova in Valle Cannobina; è situato a pochi chilometri dal Parco nazionale della Val Grande e dal Lago Maggiore.

## Storia
Abbiamo testimonianze di un insediamento romano a Gurro grazie ai ritrovamenti avvenuti nel 1837, in località Mergugna, quando venne alla luce una necropoli risalente all'epoca romana, come testimoniano tombe, monete e utensili ritrovati durante gli scavi.
Gurro e Falmenta divennero assieme una parrocchia nel 1569, affrancandosi così dalla matrice di Orasso. Il parroco doveva risiedere sei mesi in un paese e sei mesi nell'altro. Successivamente, nel 1616 le due comunità furono rese totalmente autonome dal vescovo di Milano Federigo Borromeo.
Dopo il passaggio dalla diocesi di Milano a quella di Novara nel 1817, Gurro fu costretta a iniziare a seguire il rito romano, nonostante le proteste inviate a Roma. Tuttavia, in occasione nel sinodo diocesano del 1990, è stato ripristinato integralmente il rito ambrosiano in tutte le parrocchie della vecchia pieve di Cannobio.
All'inizio dell'Ottocento i comuni della Valle Cannobina avevano iniziato a spendere ingenti somme per la costruzione di una strada carrozzabile che li collegasse al Lago Maggiore e alla Val Vigezzo. Nonostante il comune di Gurro fosse uno dei maggiori contributori, si preferì far salire la strada con alcuni tornanti verso Orasso, tagliando fuori il paese. Gurro allora decise di costruire in autonomia un allacciamento alla strada di fondovalle, iniziato nel 1869 e completato nel 1875. Successivamente verrà ricostruito anche il ponte Teia, per collegare il paese a Cursolo.
Il paese di Gurro è stato da sempre soggetto a emigrazioni stagionali, da parte di adulti e bambini, nelle città del Nord Italia e della Svizzera: importante è il fenomeno degli spazzacamini che coinvolgeva anche i giovanissimi.

### Legame tra Gurro e la Scozia
La storia moderna del borgo è legata a una leggenda. Il modo di vestire, gli usi e il dialetto locale suggeriscono una certa affinità tra la popolazione di Gurro e quella della Scozia. Dei presunti documenti risalenti al XVI secolo narrerebbero che, dopo la battaglia di Pavia del 1525 combattuta tra gli eserciti di Francesco I e quelli di Carlo V, alcuni mercenari scozzesi, intrapreso il viaggio di ritorno verso la madrepatria, fossero stati colti dall'inverno in queste vallate e pertanto avessero deciso di attendere la primavera successiva per ripartire. Ad ogni modo, giunta la primavera, i soldati, ormai acclimatati e stabiliti nei dintorni dell'odierna Gurro, decisero di non fare più ritorno in patria. La loro scelta sarebbe stata motivata essenzialmente dalle condizioni di vita simili a quelle presenti nelle Highlands scozzesi. Infatti le caratteristiche geomorfologiche delle montagne ricordano quelle regioni nel nord della Scozia.

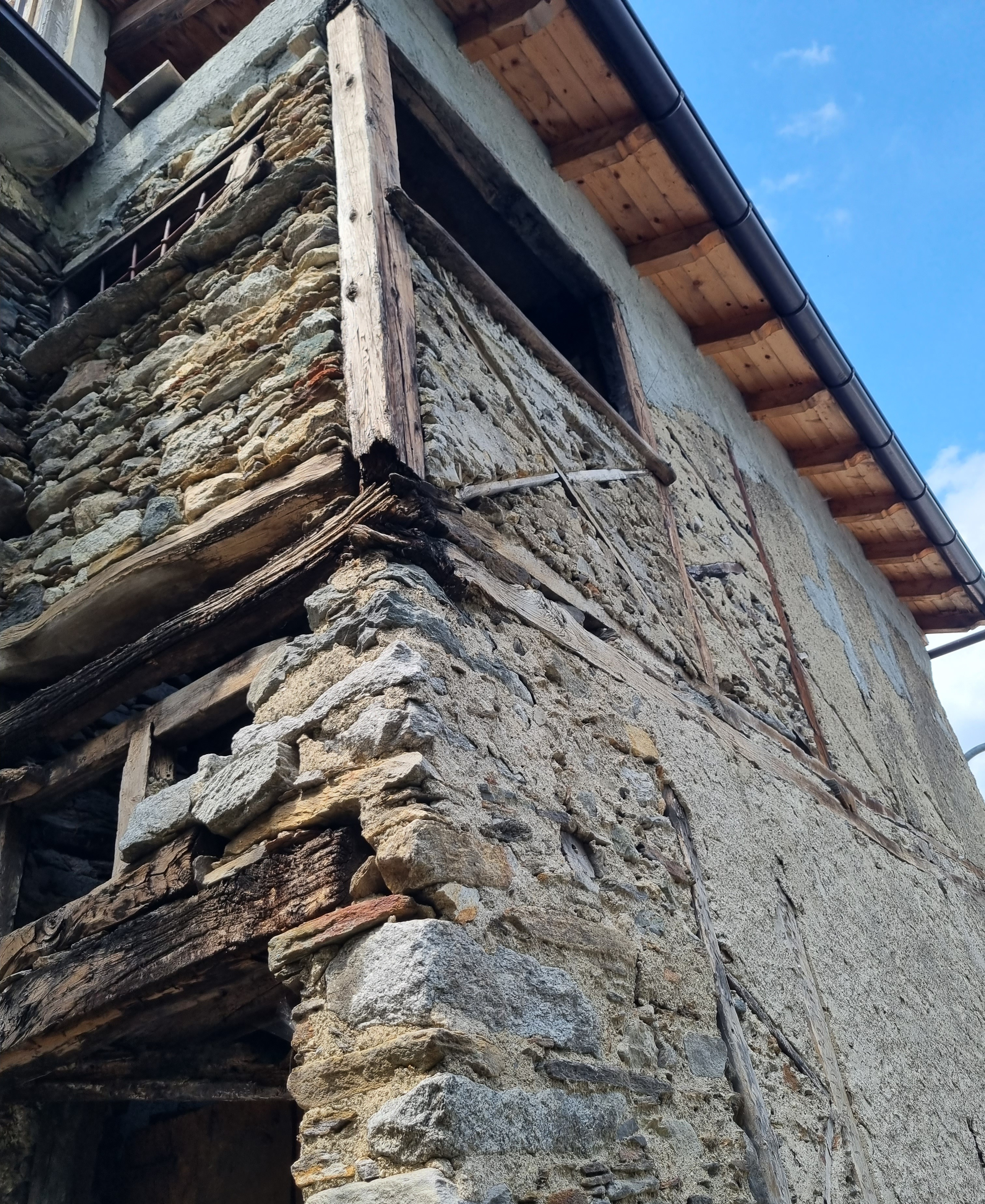
Esempio di abitazione con struttura portante a graticcio.

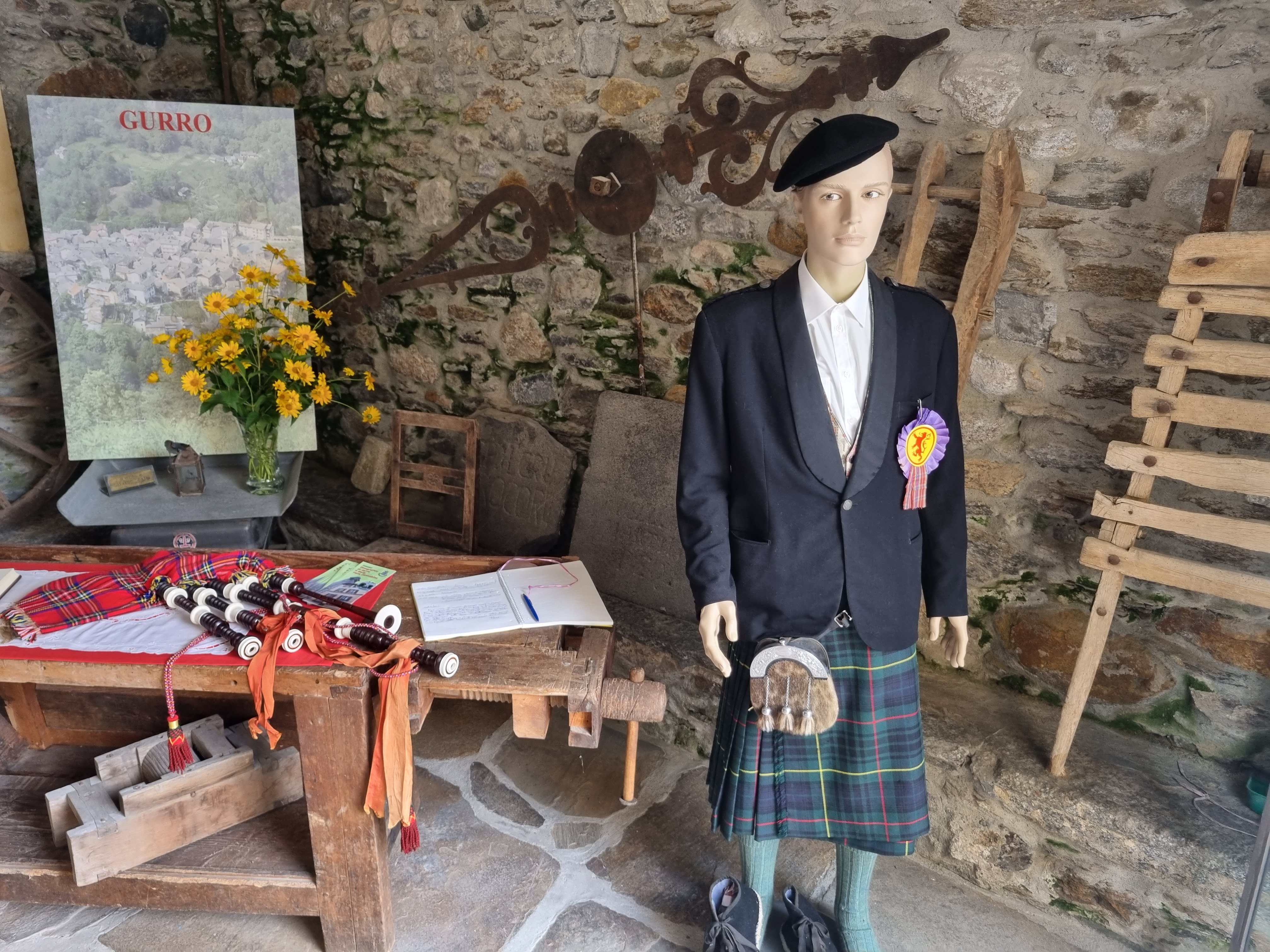
Il kilt e lo sporran donati da Robert Gayre.

Secondo i sostenitori di questa tesi, le testimonianze a favore della fondazione scozzese del paese sarebbero:
- Il costume tipico delle donne, composto lavorando 14 metri di stoffa, la cui sottoveste è in tessuto scozzese;
- Le vie strette del paese e le antiche case costruite con uno stile che non si riscontrerebbe in nessun altro villaggio della valle;
- I muri esterni di molti edifici, costituiti da una struttura in legno a graticcio, formata da un rettangolo intersecato da una croce di Sant'Andrea (Fachwerkhaus);
- La presenza nel dialetto locale di oltre 800 parole di origine gaelica (come attestato da uno studio condotto dai ricercatori dell'Università di Zurigo) che si riscontra anche in alcuni cognomi.[9]

I principali storici locali definiscono questa teoria come "fantasiosa", non essendo fondata su nessuna fonte storica o riscontro linguistico; al contrario sembrerebbe essere nata negli anni '50 dalle idee di un amministratore locale, per fini di promozione turistica.
L'antropologo scozzese Robert Gayre, noto per aver mentito sulla propria discendenza e aver affermato di essere capo di un clan scozzese di invenzione, il Gayre e Nigg, portò avanti una ricerca storica per confermare l'origine scozzese della popolazione di Gurro. Nel 1973 decise di emettere un atto di adozione, secondo alcuni con l'unico scopo di dare legittimità al proprio presunto clan. Questo atto consentì agli abitanti del piccolo borgo di Gurro di godere dei diritti riservati agli appartenenti ai clan scozzesi, in particolare quelli riservati al Clan Gayre, tra cui il kilt e lo sporran "ufficiali". Ogni anno si celebra la ricorrenza di questa adozione in concomitanza con la festa della Madonna del Carmelo.

### Simboli
Lo stemma e il gonfalone sono stati concessi con decreto del presidente della Repubblica del 23 novembre 1998.
Il gonfalone è un drappo partito di bianco e di verde.

## Monumenti e luoghi d'interesse

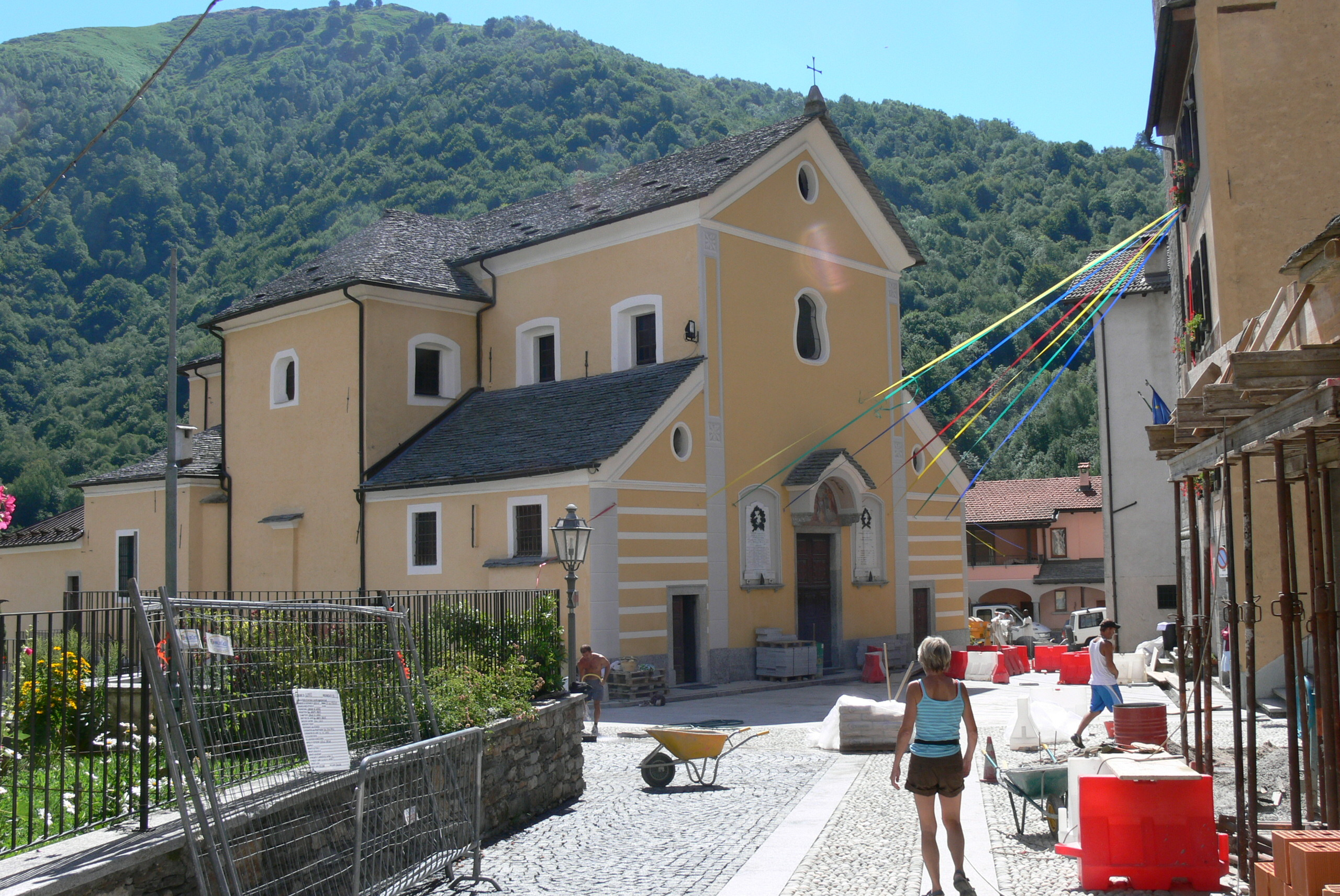
Parrocchiale della Natività di Maria

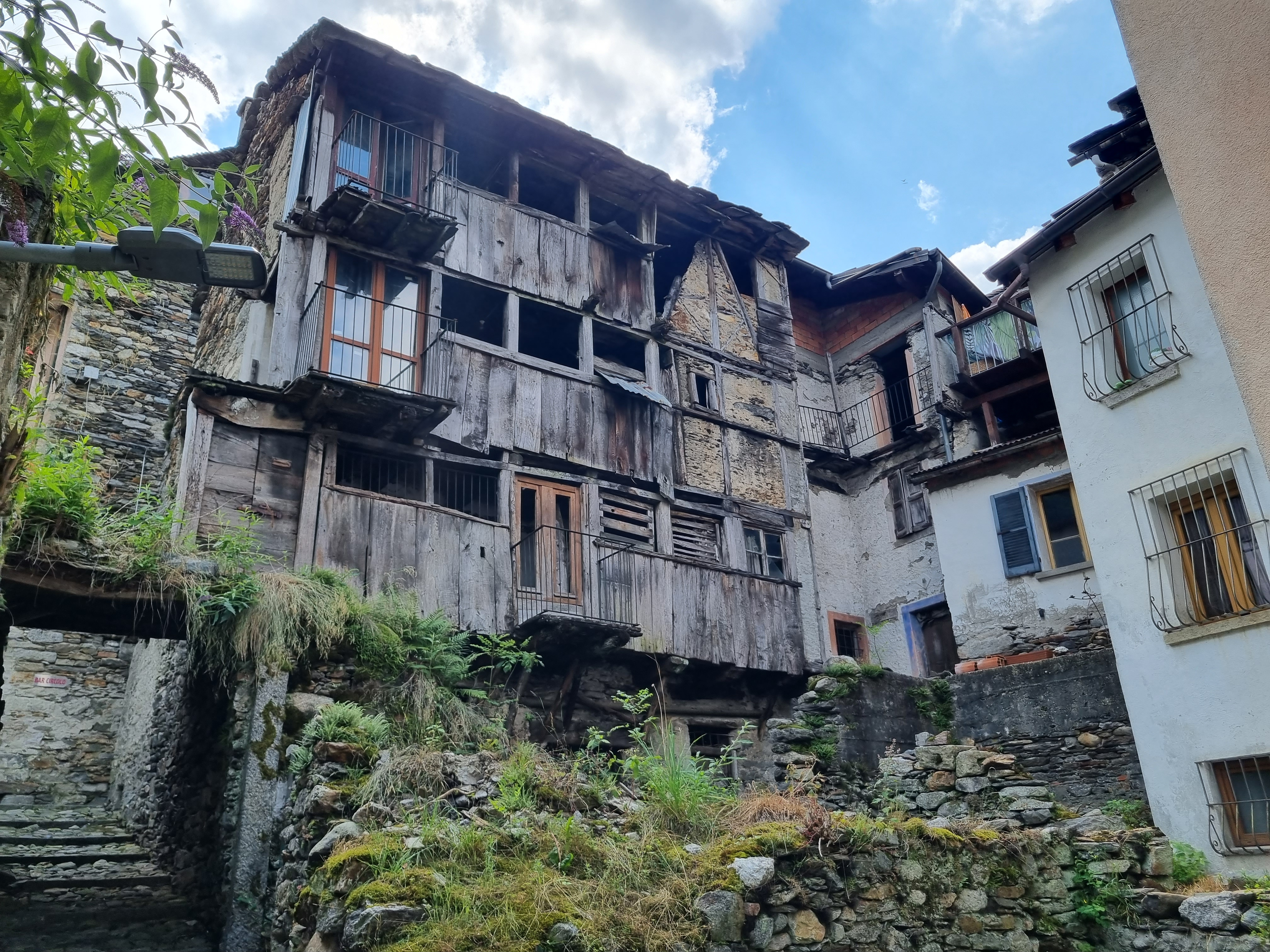
Casa di San Carlo

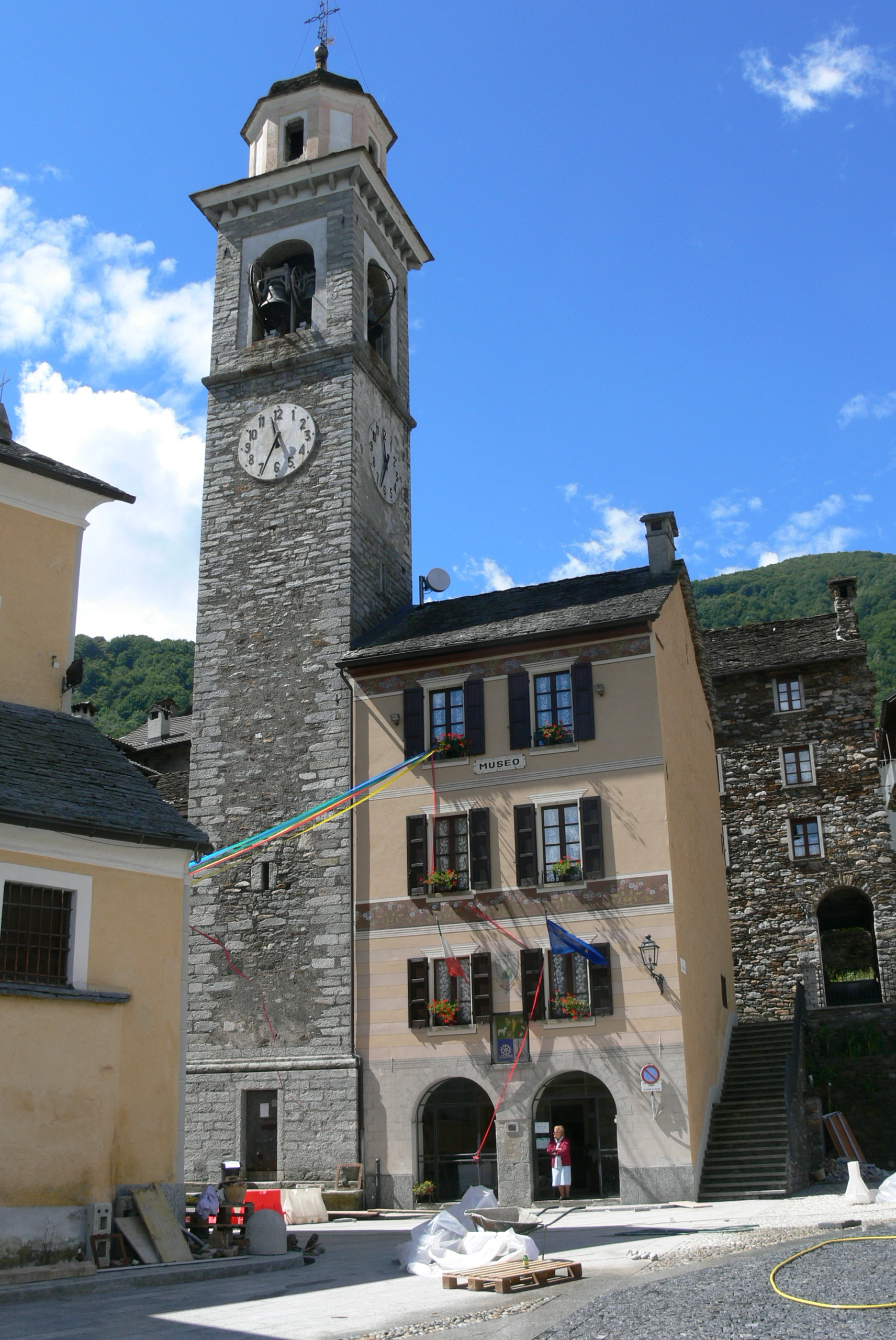
La piazza con il campanile

Museo etnografico di Gurro e della Valle Cannobina
Museo della civiltà contadina, inaugurato nel 1977 per volontà di don Cirillo Bergamaschi e di don Guido Giugni, che raccoglie testimonianze della vita di questa valle. Vi sono esposti strumenti di lavoro, oggetti di arredo, dipinti, nonché i costumi tipici dei paesi della valle. Il museo gestisce anche il vicino museo geologico.
Chiesa parrocchiale della Natività di Maria Vergine
La chiesa parrocchiale è stata consacrata nel 1356 e completamente ricostruita nel 1747. Conserva opere di pregio come l'altare maggiore, costruito nel 1823 e il tabernacolo in marmo di Carrara.
Oratorio della Santissima Pietà
Piccolo oratorio situato presso l'Alpe Calagno, risalente al 1937 e successivamente restaurato. Vi si celebra la messa nel periodo estivo.
Casa di san Carlo Borromeo
Casa nella quale l'arcivescovo di Milano Carlo Borromeo soggiornò durante la visita pastorale del 1574, presenta antiche lobbie in legno.

## Geografia antropica
Numerosi sono gli alpeggi collocati nei valloni circostanti a Gurro. Vengono soprattutto popolati durante la stagione estiva dai villeggianti. Tra gli alpeggi più importanti vi sono: Piazza, Terrabona, Pra del Rù, Calagno, Alpone, Vanzone e Mergugna. L'alpeggio di Piazza è l'unico tra queste località citate raggiungibile con una strada asfaltata, costruita nel 1976. Il sabato precedente alla settimana di ferragosto vi viene svolta una festa campestre.

## Società

### Evoluzione demografica
Il comune ha subito una perdita di circa l'80% della popolazione rispetto al censimento demografico dell'anno 1921. La popolazione è composta anche da minoranze straniere abbastanza consistenti, tra cui cittadini nativi della Germania, della Svizzera e dell'Albania.
Abitanti censiti

## Amministrazione
| Periodo          | Periodo          | Primo cittadino         | Partito                          | Carica  | Note |
| ---------------- | ---------------- | ----------------------- | -------------------------------- | ------- | ---- |
| 24 aprile 1995   | 13 maggio 1997   | Giuseppe Sterza         | indipendente                     | Sindaco |      |
| 17 novembre 1997 | 28 maggio 2002   | Vincenzo Baccan         | lista civica                     | Sindaco |      |
| 28 maggio 2002   | 29 maggio 2007   | Franco Pagana           | lista civica                     | Sindaco |      |
| 29 maggio 2007   | 7 maggio 2012    | Luigi Valter Costantini | lista civica                     | Sindaco |      |
| 7 maggio 2012    | 11 giugno 2017   | Luigi Valter Costantini | lista civica                     | Sindaco |      |
| 11 giugno 2017   | 13 giugno 2022   | Luigi Valter Costantini | lista civica - Impegno per Gurro | Sindaco |      |
| 13 giugno 2022   | 20 febbraio 2024 | Adriano Patritti        | lista civica - Impegno per Gurro | Sindaco |      |
| 10 giugno 2024   | in carica        | Luigi Valter Costantini | lista civica - Impegno per Gurro | Sindaco |      |

### Altre vicende amministrative
Gurro faceva parte della Comunità Montana Valle Cannobina, in seguito confluita nella unione di comuni del Lago Maggiore.